# Geosaure
El geosaure (Geosaurus) és un gènere extint de sauròpsids (rèptils) parents llunyans dels cocodrils actuals. Va ser un cocodril marí, que va viure en el Mesozoic. Va haver de ser un gran caçador.

## Descobriment
Les seves restes han estat trobats a Europa i en el Carib, més específicament a Cuba, on és l'únic gènere registrat doncs altres cranis de cocodrils marins estan encara sense classificar com a espècie.

## Classificació
Aquest animal és un cocodril, encara que no és del grup actual ni tan sols un ancestre possible. Pertany al grup d'espècies capaces de viure en aigua salada sense dificultat. Es tracta dels metriorrínquid, les restes dels quals mostren que competien fins a amb pliosaures petits. Un dels animals més propers al gènere és Lariosaurus.

## Descripció
El seu aspecte assemblava a qualsevol cocodril però era per contra un animal de pell possiblement una mica menys gruixuda, la seva cua acabava en una espècie d'aleta que usava com a timó estabilitzador en el seu nedo. El cap era cònic i allargada amb mandíbules fortament equipades amb dents enormes per capturar a la seva presa. Entre els dits de les seves potes hi havia membranes usades pel nedo més eficient, ja que van aconseguir, segons moltes teories, altes velocitats.

## Hàbitat
Vivia en aigües poc profundes de les zones ja esmentades, prop d'esculls i peixs dels quals s'alimentava. Abundaven diverses plantes aquàtiques i ammonites. També estaven a Europa el petit pterosaure anomenat Rhamphorhynchus com estava Nesodactylus a Cuba. D'altra banda el Cacibupterix no era tan petit. Cryptoclidus i Vinialesaurus foren gèneres de plesiosaures igualment semblants, en terra dominaven a Europa els Cetiosaurus i en el Carib els Camarasaurus. Aquests animals tan extremadament semblants compartien ambients similars i és possible que tinguin un origen comú.